# Felix Lichnowsky
Felix Lichnowsky (en alemany: Felix von Lichnowsky) o Felix Maria Vincenz Andreas Lichnowsky, príncep de Lichnowsky i comte de Werdenberg (palau de Gratz, al costat de Troppau, 5 d'abril de 1814 - Frankfurt del Main, 18 de setembre de 1848), va ser un militar i polític alemany que va participar com a voluntari a la Primera guerra carlina a Espanya.
El príncep Felix Lichnowsky era terratinent a Silèsia, i ostentava els títols de Príncep de Lichowsky, Comte de Werdenberg i Senyor de Woschütz. Ostentava el senyoriu de Gratz i posseïa a la Silèsia austríaca una ciutat i 19 pobles i 26 pobles més a la Silèsia prussiana.
Felix Lichnowsky fou un home culte, amant de la literatura, l'art i la música. Al seu avi, protector de Beethoven, li va ser dedicada la Segona simfonia.

## La seva participació en la primera guerra carlina
Enrolat el 1834 a l'exèrcit prussià, el seu esperit aventurer el va fer allistar a les files carlines el 1837, només amb 23 anys. Va entrar a la península per la zona basconavarresa i s'integrà amb la graduació de general de brigada a les forces que constituïren l'Expedició Reial, la qual, sota la direcció del mateix pretendent legitimista Carles V, després d'un llarg periple, arribà a les envistes de Madrid.

## Activitats polítiques i mort
Després de la guerra, retornà a Alemanya, on desenvolupà diverses activitats diplomàtiques. El 20 d'agost del 1842 desembarcà al port de Barcelona. De seguida va córrer la veu que havia arribat un general carlí i va ser assetjat a l'Hotel de las Cuatro Naciones a la Rambla i posteriorment al castell de Montjuïc, emmig d'una notable agitació popular.
Conservador i catòlic, fou assassinat en una revolta popular.

## Obra escrita
- Erinnerungen aus de Jahren 1837, 1838 und 1839. Frankfurt del Main, 1841. 2a edició 1848. (Digitalitzat a Internet Archive) Edició en francès: Souvenirs de la guerre civile à Espagne (1837 à 1839). París 1844. Edició en espanyol: Recuerdos de la Guerra Carlista (1837–1839). Madrid, 1942.
- Portugal. Erinnerungen aus dem Jahre 1842, Mainz, 1843. (Digitalitzat a Internet Archive)

## Com a personatge literari
L'escriptor Raül Garrigasait fa servir l'excusa de la traducció de les memòries de Lichnowsky per muntar el relat Els estranys (2017), una novel·la ambientada a la primera guerra carlina. El protagonista principal del llibre, però, és Rudolf von Wielemann, un personatge inventat per Garrigasait que té molts paral·lelismes amb Lichnowsky.